# Coucieiro (Mugía)
Coucieiro (llamada oficialmente San Pedro de Coucieiro) es una parroquia y lugar español del municipio de Mugía, en la provincia de La Coruña, Galicia.

## Entidades de población
Entidades de población que forman parte de la parroquia:
- Agar
- Avieira (A Aveeira)
- Castro (O Castro)
- Coucieiro
- Farrapiña (A Farrapiña)
- Montesiños
- Morpeguite
- Pasantes (Os Pasantes)
- Santa Mariña
- Sorna
- Trasufe (Trasufre)
- Vilardouteiro (Vilar de Outeiro)
- Villarmid (Vilarmide)
- As Crabeiras
- Lañas

## Demografía
| Gráfica de evolución demográfica de Coucieiro entre 2000 y 2018 |
|                                                                 |
| Datos según el nomenclátor publicado por el INE.                |